# Kate Hodge
Kate Hodge (ur. 2 stycznia 1966 w Berkeley w stanie Kalifornia) – amerykańska aktorka i producent filmowa.
Jako aktorka zadebiutowała w 1986 roku występem w filmie Super Christian 2. Popularność przyniosła jej rola Michelle, bohaterki horroru New Line Cinema Teksańska masakra piłą mechaniczną III (Leatherface: The Texas Chainsaw Massacre III, 1990). Od października 1990 do kwietnia 1991 roku gościła na ekranach amerykańskich telewizji jako studentka Randi Wallace w serialu grozy She-Wolf of London, następnie przetytułowanym na Love and Curses. W latach 2000–2001 wcielała się w postać agentki FBI Annie Price w serialu stacji UPN Level 9. Zagrała również w filmach kinowych, m.in. w Huraganie ognia (Rapid Fire, 1992) i Ukrytym II (Hidden II, 1994).
Wyprodukowała dwa filmy: The Perfect Stranger (2005) i Black Velvet Pantsuit (1995). Była również producentem wykonawczym projektów.